# 早坂こずえ

早坂 こずえ（はやさか こずえ、1973年2月7日 - ）は、栃木県出身の競艇選手。登録番号3677。身長155cm。血液型O型。73期。群馬支部所属。同期に柳瀬興志、岸恵子、飯島昌弘らがいる。

## 来歴
- 1993年11月、デビュー。
- 1995年5月、多摩川競艇場での「G3女子リーグ戦」で初勝利。
- 2002年10月16日、福岡競艇場での「G3 2002女子リーグ戦競走第15戦」で初優出（3着）[1]。
- 2008年3月4日、津競艇場での「G1第21回女子王座決定戦競走」にG1初出場。
- 2011年3月2日、三国競艇場での「G1第24回女子王座決定戦競走」2日目1RでG1初勝利[2]
- 2012年5月21日、大村競艇場での「第9回 夢の初優勝W決定戦」で初優勝（優出5回目）。